# عمیل‌لر
عمیل‌لر (ترکی آذربایجانی: əmillər) یک منطقهٔ مسکونی در جمهوری آرتساخ است که در استان شوشی واقع شده‌است.